# Igor Cassina
Igor Cassina (* 15. August 1977 in Seregno) ist ein ehemaliger italienischer Kunstturner. Er ist der Olympiasieger am Reck der Olympischen Sommerspiele 2004 in Athen. 

## Karriere
Cassina nahm an den Olympischen Sommerspielen 2000 in Sydney teil, bei denen er im Einzelmehrkampf im Turnen Platz 36 erreichte. 
Bei den Olympischen Sommerspielen 2004 in Athen erreichte Cassina Platz 34 im Einzelmehrkampf im Turnen. Für das Finale am Reck qualifizierte er sich mit 9,775 Punkten hinter dem Japaner Isao Yoneda mit 9,8 Punkten. Im Finale verbesserte sich Cassina auf 9,812 Punkte, die auch der US-Amerikaner Paul Hamm erreichte, während Yoneda 9,787 Punkte erzielte. Durch ein Tie-Break wurde Cassina Olympiasieger, während Hamm Silber und Yoneda Bronze gewannen. 
Bei seinen dritten Olympischen Spielen, 2008 in Peking, verpasste Cassina mit dem vierten Platz am Reck knapp eine zweite olympische Medaille. 